# Atractantha radiata
Atractantha radiata är en gräsart som beskrevs av Mcclure. Atractantha radiata ingår i släktet Atractantha och familjen gräs. Inga underarter finns listade i Catalogue of Life.